# Герб Утсира
Герб Утсира (норв.  Utsira) — опознавательно-правовой знак города и коммуны Утсира, губернии Ругаланн в Норвегии, составленный и употребляемый в соответствии с геральдическими (гербоведческими) правилами, и являющийся официальным символом города и муниципального образования и символизирующий его достоинство и административное значение.
Герб Утсира был утверждён 23 июля 1982 года.

## Описание
На варяжском (норманском) треугольном геральдическом щите помещены по четыре серебряных и лазоревых луча, исходящих из центра и образующих крест.
Исходящие лучи символизируют огонь местного маяка, основанного в 1844 году и являющегося ныне одним из главных ориентиров островного муниципалитета.
Крест — символ христианства.